# Manfred Klein
Manfred Klein (Berlín, 22 de agosto de 1947) es un deportista alemán que compitió en remo como timonel.
Participó en cuatro Juegos Olímpicos de Verano, obteniendo dos medallas, oro en Seúl 1988 y bronce en Barcelona 1992, en la prueba de ocho con timonel.
Ganó cuatro medallas en el Campeonato Mundial de Remo entre los años 1979 y 1991.
Fue el abanderado de Alemania en la ceremonia de apertura de los Juegos de Barcelona 1992.

## Palmarés internacional
| Representando a la RFA   |                      |                   |                    |
| Juegos Olímpicos         |                      |                   |                    |
| Año                      | Lugar                | Medalla           | Prueba             |
| 1988                     | Seúl (Corea del Sur) | Medalla de oro    | Ocho con timonel   |
| Campeonato Mundial       |                      |                   |                    |
| Año                      | Lugar                | Medalla           | Prueba             |
| 1979                     | Bled (Yugoslavia)    | Medalla de bronce | Cuatro con timonel |
| 1989                     | Bled (Yugoslavia)    | Medalla de oro    | Ocho con timonel   |
| 1990                     | Tasmania (Australia) | Medalla de oro    | Ocho con timonel   |
| Representando a Alemania |                      |                   |                    |
| Juegos Olímpicos         |                      |                   |                    |
| Año                      | Lugar                | Medalla           | Prueba             |
| 1992                     | Barcelona (España)   | Medalla de bronce | Ocho con timonel   |
| Campeonato Mundial       |                      |                   |                    |
| Año                      | Lugar                | Medalla           | Prueba             |
| 1991                     | Viena (Austria)      | Medalla de oro    | Ocho con timonel   |